# Walter Schmitt
Walter Schmitt, född 13 januari 1879 i Hamburg, död 18 september 1945 i Ďáblice, Prag, var en tysk SS-Obergruppenführer och general i Waffen-SS. Han var 1939–1942 chef för SS-Personalhauptamt. 
Schmitt dog under oklara omständigheter i Prag i september 1945. Enligt två källor dömdes Schmitt till döden av en tjeckoslovakisk domstol och avrättades den 18 september 1945.